# گمینا لوبارتوو
گمینا لوبارتوو (به لهستانی:  Gmina Lubartów) یک گمینا در لهستان است که در شهرستان لوبارتوف واقع شده‌است. گمینا لوبارتوو ۱۵۸٫۹۴ کیلومتر مربع مساحت و ۱۱٬۲۷۲ نفر جمعیت دارد.